# 小行星9916
小行星9916（英語：9916 Kibirev）是一颗围绕太阳公转的小行星。1978年10月3日，尼古拉·切爾尼赫在纳昂切尼奇发现了此天体。
这颗小行星的绝对星等为80.62807等。